# Isla El Otate
Isla El Otate är en ö i Mexiko. Den ligger i bukten Bahía Santa María och hör till kommunen Guasave i delstaten Sinaloa, i den västra delen av landet. Arean är 0,59 kvadratkilometer. Strax norr om Isla El Otate finns en mindre ö med namnet Isla El Otatito.